# 金沢カントリー倶楽部
金沢カントリー倶楽部（かなざわカントリークラブ）は、石川県かほく市にあるゴルフ場。

## 概要
用地面積134万m2の相山武夫設計のゴルフ場で、「東コース」「西コース」「中コース」の3コースが設定されている。175ヤード27打席の練習場も備える。
ハウスは3,461m2、尾崎建築設計事務所の設計、熊谷組の施工。
1975年10月19日開場。2004年4月28日に経家母体が相武総合開発から相武グループに交代した。

## 交通アクセス
- E8北陸自動車道金沢東インターチェンジから17km以内[1]。